# DK (ダーク・キングダム)
DK（ディー・ケー、ダーク・キングダム）は、プロレスラーのユニットである。全日本プロレスで活動。現在はメンバーが全日本に参戦しなくなり、自然消滅となった。

## 概要
全日本プロレスの「中心」に君臨するというKENSOが自身の王国を作り上げるためのユニットである。

### ベルト獲りの具体的なプラン
かつて世界タッグならKENSO&真霜、アジアは長井&南野もしくは福田。ジュニアは新井か南野。三冠はKENSOか真霜と総帥であるKENSOは決めていた。

## 歴史
- 2013年11月18日、バーニングを脱退した潮崎豪が、同様にバーニングからの脱退の意思を表示した鈴木鼓太郎と青木篤志、KENSOを加えた4選手で新ユニット「Xceed」を結成することを発表した。
- 11月21日、潮崎がKENSOとタッグを組んでバンビ・キラー&ディーロ・ブラウンを迎え撃つことになったが、試合中の誤爆などがきっかけによりKENSOが離反する。試合後、KENSO、ディーロ、バンビの3人でDK（ダーク・キングダム）を結成した。
- 11月30日 - 12月8日、世界最強タッグ決定リーグ戦では、ディーロ&バンビ組の出場が決定していたが、バンビが試合中に負傷欠場し、急遽KENSO&ディーロ組として出場。リーグ戦は反則を繰り返し予選敗退。
- 2014年1月3日、ディーロ、バンビの参戦が途絶えるが、この日の試合で共闘した長井満也が正式加入した。
- 3月18日、南野タケシが正式加入。
- 4月23日、真霜拳號が正式加入。
- 5月5日、KAIENTAI DOJOBlue Field大会にて、KENSO&真霜組が稲松三郎&柏大五郎のBozz連合と対戦。DKにとっては初の他団体での試合である。KENSOのDKロックで勝利。
- 5月29日、諏訪魔&ジョー・ドーリングの持つ世界タッグ王座にKENSO&真霜組が挑戦するも敗北。
- 7月12日、秋山準&大森隆男の持つ世界タッグ王座にKENSO&長井組が挑戦するも敗北。
- 7月27日、石井慧介&入江茂弘の持つアジアタッグ王座に長井&南野組が挑戦するも敗北。
- 8月30日、石井慧介&入江茂弘&高尾蒼馬の持つKO-D6人タッグ王座にKENSO&長井&真霜組が挑戦するも真霜の裏切りにより敗北。この試合で真霜が脱退する。
- 11月30日 - 12月8日、世界最強タッグ決定リーグ戦にKENSO&長井組が参加するも予選敗退。
- 7月31日、KENSOが専属フリー契約。
- 9月、南野タケシが離脱。
- 2016年現在同ユニットであった南野と長井を中心としたユニット「DARK NIGHTMARE」が活動をしている。

## メンバー
- KENSO（結成 - ）
- 長井満也（ドラディション）（2014年1月3日 - ）

## 元メンバー
- ディーロ・ブラウン（フリー）（結成 - 2013年12月8日離脱）
- バンビ・キラー（フリー）（結成 - 2014年6月30日離脱）
- 真霜拳號（当時：KAIENTAI DOJO）（2014年4月23日 - 8月30日離脱）
- 南野タケシ（当時：みちのくプロレス）（2014年3月18日 - 2015年9月離脱）

## サポートメンバー
- 蝶野正洋（ARISTTRIST）
- 新井健一郎（DRAGON GATE）
- ベアー福田（プロレスリングSECRET BASE）

## 獲得タイトル
アジアタッグ王座
長井満也&南野タケシ（第96代）
GAORA TV チャンピオンシップ
KENSO（第5代）